# Bedřich Ščerban
Bedřich Ščerban (* 31. května 1964 Jihlava) je bývalý český hokejový obránce.

## Hráčská kariéra
Během dlouhé kariéry posbíral řadu úspěchů a prošel několika domácími i zahraničními kluby. Hráč Dukly Jihlava od roku 1983. S jihlavskou Duklou získal několik titulů mistra republiky. V roce 1991 získal Zlatou hokejku pro nejlepšího československého hokejistu. Pochlubit se může rovněž šesti bronzovými medailemi ze světových turnajů, včetně medaile ze ZOH 1992. V zahraničí si vyzkoušel nejvyšší finskou ligu v dresu Tappary Tampere, ve Švédsku hájil barvy Brynäs Gävle (zlatá medaile v sezóně 92/93, stříbrná v sezóně 93/94, bronz 97/98) a v Německu si zahrál v dresu Essenu a Freiburgu.
V posledních letech působil ve druhé nejvyšší domácí soutěži. Nejprve odehrál půl sezony v dresu Berouna, poté strávil dva a půl roku v Horácké Slavii Třebíč. V roce 2007 se navrátil do mateřské Dukly Jihlava. V průběhu sezony 2007/2008 ale onemocněl mononukleózou a zbytek ročníku dokončil v roli asistenta hlavního kouče.
V březnu roku 2008 ho rada města zvolila novým jednatelem jihlavského hokejového klubu. V sezóně 2008/2009 působil přechodně i ve funkci hlavního trenéra klubu.

## Ocenění a úspěchy
- 1991 Zlatá hokejka
- 1993 SEL – Nejproduktivnější obránce v playoff
- 2006 1.ČHL – Nejlepší nahrávač mezi obránci
- 2007 1.ČHL – Nejproduktivnější obránce
- 2013 Sín slávy českého hokeje

## Klubová statistika
| Sezóna        | Klub                     | Soutěž        |     | Základní část | Základní část | Základní část | Základní část | Základní část |   | Play off | Play off | Play off | Play off | Play off |
| Sezóna        | Klub                     | Soutěž        | Z   | G             | A             | B             | TM            | Z             | G | A        | B        | TM       |          |          |
| 1983–84       | ASD Dukla Jihlava        | ČSHL          | 2   | 0             | 0             | 0             | 2             | —             | — | —        | —        | —        |          |          |
| 1984–85       | ASD Dukla Jihlava        | ČSHL          | 43  | 2             | 6             | 8             | 10            | —             | — | —        | —        | —        |          |          |
| 1986–87       | ASD Dukla Jihlava        | ČSHL          | 41  | 3             | 7             | 10            | 26            | —             | — | —        | —        | —        |          |          |
| 1987–88       | ASD Dukla Jihlava        | ČSHL          | 43  | 5             | 9             | 14            | —             | —             | — | —        | —        | —        |          |          |
| 1988–89       | ASD Dukla Jihlava        | ČSHL          | 46  | 4             | 15            | 19            | 18            | —             | — | —        | —        | —        |          |          |
| 1989–90       | ASD Dukla Jihlava        | ČSHL          | 45  | 8             | 10            | 18            | —             | —             | — | —        | —        | —        |          |          |
| 1990–91       | ASD Dukla Jihlava        | ČSHL          | 57  | 11            | 12            | 23            | 16            | —             | — | —        | —        | —        |          |          |
| 1991–92       | Tappara                  | SM-l          | 43  | 4             | 3             | 7             | 18            | —             | — | —        | —        | —        |          |          |
| 1992–93       | Brynäs IF                | SEL           | 37  | 5             | 13            | 18            | 36            | 10            | 1 | 6        | 7        | 6        |          |          |
| 1993–94       | Brynäs IF                | SEL           | 40  | 6             | 12            | 18            | 26            | 7             | 1 | 3        | 4        | 6        |          |          |
| 1994–95       | Brynäs IF                | SEL           | 40  | 4             | 9             | 13            | 26            | 14            | 4 | 5        | 9        | 12       |          |          |
| 1995–96       | Brynäs IF                | SEL           | 22  | 0             | 4             | 4             | 14            | —             | — | —        | —        | —        |          |          |
| 1995–96       | Brynäs IF                | Hall.         | 17  | 3             | 10            | 13            | 14            | 9             | 3 | 3        | 6        | 4        |          |          |
| 1996–97       | HC Petra Vsetín          | ČHL           | 16  | 2             | 2             | 4             | 4             | —             | — | —        | —        | —        |          |          |
| 1996–97       | HC Dukla Jihlava         | ČHL           | 25  | 1             | 5             | 6             | 18            | —             | — | —        | —        | —        |          |          |
| 1997–98       | ESC Moskitos Essen       | 2.BL          | 62  | 14            | 38            | 52            | 48            | —             | — | —        | —        | —        |          |          |
| 1998–99       | ESC Moskitos Essen       | 2.BL          | 56  | 6             | 38            | 44            | 30            | 11            | 2 | 3        | 5        | 20       |          |          |
| 1999–00       | Moskitos Essen           | DEL           | 53  | 3             | 16            | 19            | 40            | —             | — | —        | —        | —        |          |          |
| 2000–01       | EHC Freiburg             | 2.BL          | 41  | 7             | 34            | 41            | 38            | 2             | 0 | 2        | 2        | 8        |          |          |
| 2001–02       | EHC Freiburg             | 2.BL          | 62  | 9             | 47            | 56            | 44            | —             | — | —        | —        | —        |          |          |
| 2002–03       | EHC Freiburg             | 2.BL          | 56  | 7             | 49            | 56            | 34            | 12            | 4 | 10       | 14       | 4        |          |          |
| 2003–04       | Wölfe Freiburg           | DEL           | 23  | 0             | 10            | 10            | 16            | —             | — | —        | —        | —        |          |          |
| 2004–05       | HC Berounští Medvědi     | 1.ČHL         | 12  | 1             | 2             | 3             | 4             | —             | — | —        | —        | —        |          |          |
| 2004–05       | SK Horácká Slavia Třebíč | 1.ČHL         | 25  | 0             | 1             | 1             | 18            | —             | — | —        | —        | —        |          |          |
| 2005–06       | SK Horácká Slavia Třebíč | 1.ČHL         | 51  | 3             | 16            | 19            | 46            | —             | — | —        | —        | —        |          |          |
| 2006–07       | SK Horácká Slavia Třebíč | 1.ČHL         | 51  | 8             | 23            | 31            | 52            | 5             | 0 | 1        | 1        | 12       |          |          |
| 2007–08       | HC Dukla Jihlava         | 1.ČHL         | 23  | 1             | 6             | 7             | 22            | —             | — | —        | —        | —        |          |          |
| Celkem v ČSHL | Celkem v ČSHL            | Celkem v ČSHL | 277 | 33            | 59            | 92            | 72            | —             | — | —        | —        | —        |          |          |
| Celkem v SEL  | Celkem v SEL             | Celkem v SEL  | 139 | 15            | 38            | 53            | 102           | 31            | 6 | 14       | 20       | 24       |          |          |
| Celkem v 2.BL | Celkem v 2.BL            | Celkem v 2.BL | 277 | 43            | 206           | 249           | 194           | 25            | 6 | 15       | 21       | 32       |          |          |

## Reprezentace
| Rok                       | Tým                       | Soutěž                    | Z  | G | A  | B  | TM |
| ------------------------- | ------------------------- | ------------------------- | -- | - | -- | -- | -- |
| 1987                      | Československo            | MS                        | 10 | 0 | 2  | 2  | 14 |
| 1987                      | Československo            | KP                        | 6  | 0 | 0  | 0  | 2  |
| 1988                      | Československo            | OH                        | 8  | 0 | 3  | 3  | 2  |
| 1989                      | Československo            | MS                        | 10 | 3 | 3  | 6  | 4  |
| 1990                      | Československo            | MS                        | 10 | 0 | 1  | 1  | 12 |
| 1991                      | Československo            | MS                        | 10 | 0 | 3  | 3  | 4  |
| 1992                      | Československo            | OH                        | 6  | 0 | 1  | 1  | 0  |
| 1992                      | Československo            | MS                        | 8  | 1 | 0  | 1  | 0  |
| 1993                      | Česko                     | MS                        | 8  | 0 | 0  | 0  | 2  |
| 1994                      | Česko                     | OH                        | 8  | 0 | 1  | 1  | 10 |
| 1994                      | Česko                     | MS                        | 6  | 0 | 0  | 0  | 4  |
| 1995                      | Česko                     | MS                        | 8  | 0 | 2  | 2  | 8  |
| Seniorská kariéra celkově | Seniorská kariéra celkově | Seniorská kariéra celkově | 98 | 4 | 16 | 20 | 62 |